# 罗其清
罗其清（1760年—1798年），清朝川东白莲教起义首领，巴州（今四川巴中）方山坪人。机织工匠出身。
嘉庆元年（1796年）十二月，罗其清与其弟罗其书、苟文明、鲜大川等起义于方家坪，次年七月，川楚义军会师，义军定青、黄、白、兰各号，罗其清所率义军称巴州白号，被推为巴州白号首领，成为四川义军中较强的一支，活动在川北仪陇、营山、巴州一带，八月攻占巴州。率部屡战清军，部众至三万。在营山县箕山屯集粮草，建立大本营。又与高均德、王廷诏、李全等部营寨互相策应，袭击清军，截夺军粮。清军四路围攻，义军转移至大鹏寨，据隘坚守，与清军激战三月余，史称“大鹏寨会战”。十月参加大鹏寨大会战，歼灭大量清军。与冉文俦部占据大神山，连营数十里。后因清兵围攻，转移至营山县的贺山。嘉庆三年（1798年），中计战败。分兵攻打营山县，与通江蓝号冉文俦部合师，据守营山箕山。后与王廷诏、李全等退据大鹏寨。清兵四路围困，他率部与清军激战，与弟罗其书同时被俘，押解到北京遇害。部众由鲜大川等领导继续斗争。